# Margarita Rosa de Francisco
Margarita Rosa de Francisco Baquero (Cali, 8 agosto 1965) è un'attrice, cantante e conduttrice televisiva colombiana.
Negli anni Novanta è divenuta nota al pubblico televisivo per i ruoli da protagonista nelle telenovelas Aroma de cafè e La madre.
Nel 2023 grazie alla sua interpretazione nel ruolo di protagonista nel film El paraíso ha vinto il premio come miglior attrice della sezione Orizzonti all'80ª Mostra internazionale d'arte cinematografica di Venezia.

## Filmografia parziale

### Cinema
- Ilona arriva con la pioggia (Ilona llega con la lluvia) (1996)
- El paraíso (2023)

### Televisione (parziale)
- Aroma de cafè (Café con aroma de mujer) - telenovela (1994-1995)
- La madre (La madre) - telenovela (1998-1999)[3]
- Mientras haya vida - telenovela (2007-2008)
- Narcos – serie TV (2017)
- Jugar con fuego - serie TV (2019)

## Discografia

### Album
- 1997 – Margarita Rosa
- 2011 – A Solas (En vivo)
- 2012 – Bailarina

## Riconoscimenti
- 2023 - Mostra internazionale d'arte cinematografica[4]

- Premio Orizzonti per la miglior interpretazione femminile per El paraíso

- 1997 - Festival del Cinema di Gramado

- Premio come miglior attrice

## Doppiatrici italiane
- Germana Pasquero in Aroma de cafè, La madre
- Cristiana Lionello in Ilona arriva con la pioggia